# Copa México 1940/41
Die Copa México 1940/41 war das vorletzte Pokalturnier der Copa México vor Einführung des Profifußballs in Mexiko.
Pokalsieger wurde zum achten Mal der Rekordsieger CF Asturias, der durch den Titelgewinn bereits seinen zweiten Titelhattrick verzeichnete. Diesmal gewann er das Finale allerdings am grünen Tisch, nachdem das im Parque Necaxa ausgetragene Pokalfinale gegen den alten spanischen Rivalen Real Club España keinen Sieger gefunden hatte und der Club España sich weigerte, das erforderliche Wiederholungsspiel im Parque Asturias, dem Stadion seines Gegners, auszutragen.
Das Pokalturnier wurde im Anschluss an die Punktspielrunde der Saison 1940/41 ausgetragen und von den sechs Mannschaften aus Mexiko-Stadt bestritten, die in derselben Spielzeit in der höchsten Spielklasse vertreten waren. Die beiden nicht aus der Hauptstadt kommenden Erstligisten – Moctezuma aus der im Osten Mexikos gelegenen Stadt Orizaba und die Selección Jalisco aus der im Westen Mexikos gelegenen Stadt Guadalajara – verzichteten auf eine Teilnahme.

## Modus
Das Turnier wurde im K.o.-Verfahren ausgetragen, wobei stets die Mannschaft ausschied, die ihr zweites Spiel verloren hatte. Das Turnier begann am 30. März 1941 mit der Partie zwischen den beiden letztplatzierten Mannschaften der vorangegangenen Punktspielrunde, América und Marte, und endete auf dem Sportplatz am 18. Mai 1941 mit dem nicht entschiedenen Finale zwischen den spanischen Rivalen Asturias und España, dem eine spätere Entscheidung am „grünen Tisch“ über die Pokalvergabe folgte.

## Die Spiele

### Erste Runde
|          | Ergebnis |         |
| -------- | -------- | ------- |
| América  | 2:1      | Marte   |
| Asturias | 3:2      | España  |
| Necaxa   | 3:2      | Atlante |

### Zweite Runde
|         | Ergebnis  |          |
| ------- | --------- | -------- |
| América | 1:9       | Asturias |
| Atlante | 2:2 n. V. | Marte    |

### Dritte Runde
|         | Ergebnis |        |
| ------- | -------- | ------ |
| América | 2:6      | España |

### Entscheidungsspiel zur 2. Runde
|       | Ergebnis |         |
| ----- | -------- | ------- |
| Marte | 5:2      | Atlante |

### Vierte Runde
|        | Ergebnis |          |
| ------ | -------- | -------- |
| Necaxa | 0:1      | Asturias |

### Fünfte Runde
|        | Ergebnis |       |
| ------ | -------- | ----- |
| España | 4:1      | Marte |

### Halbfinale
|        | Ergebnis |        |
| ------ | -------- | ------ |
| Necaxa | 2:4      | España |

### Finale
Das (erste) Finale wurde im Parque Necaxa ausgetragen. Im Falle eines Sieges der noch ungeschlagenen Mannschaft von Asturias hätte dies den Pokalgewinn für Asturianos bedeutet, weil dies nach der Niederlage in der ersten Runde (gegen Asturias) die zweite Niederlage von España gewesen wäre, wodurch sie ausgeschieden wären.
|          | Ergebnis  |        |
| -------- | --------- | ------ |
| Asturias | 2:2 n. V. | España |

Durch das Remis wäre mindestens ein weiteres Spiel erforderlich gewesen. Weil dies im Parque Asturias des Gegners hätte stattfinden sollen, legte der Club España Protest ein, um ein Spiel auf neutralem Platz zu erreichen. Weil dies abgelehnt wurde, trat España nicht an und Asturias wurde zum Sieger erklärt.
Zum Kader der Siegermannschaft des CF Asturias gehörten unter anderem die folgenden Spieler: Joaquín Urquiaga (Torhüter); Eguirao, René Hansen, Enrique Larrinaga, Tomás Ordóñez, Luis Regueiro, Tomás Regueiro.